# Timex Sinclair 2068

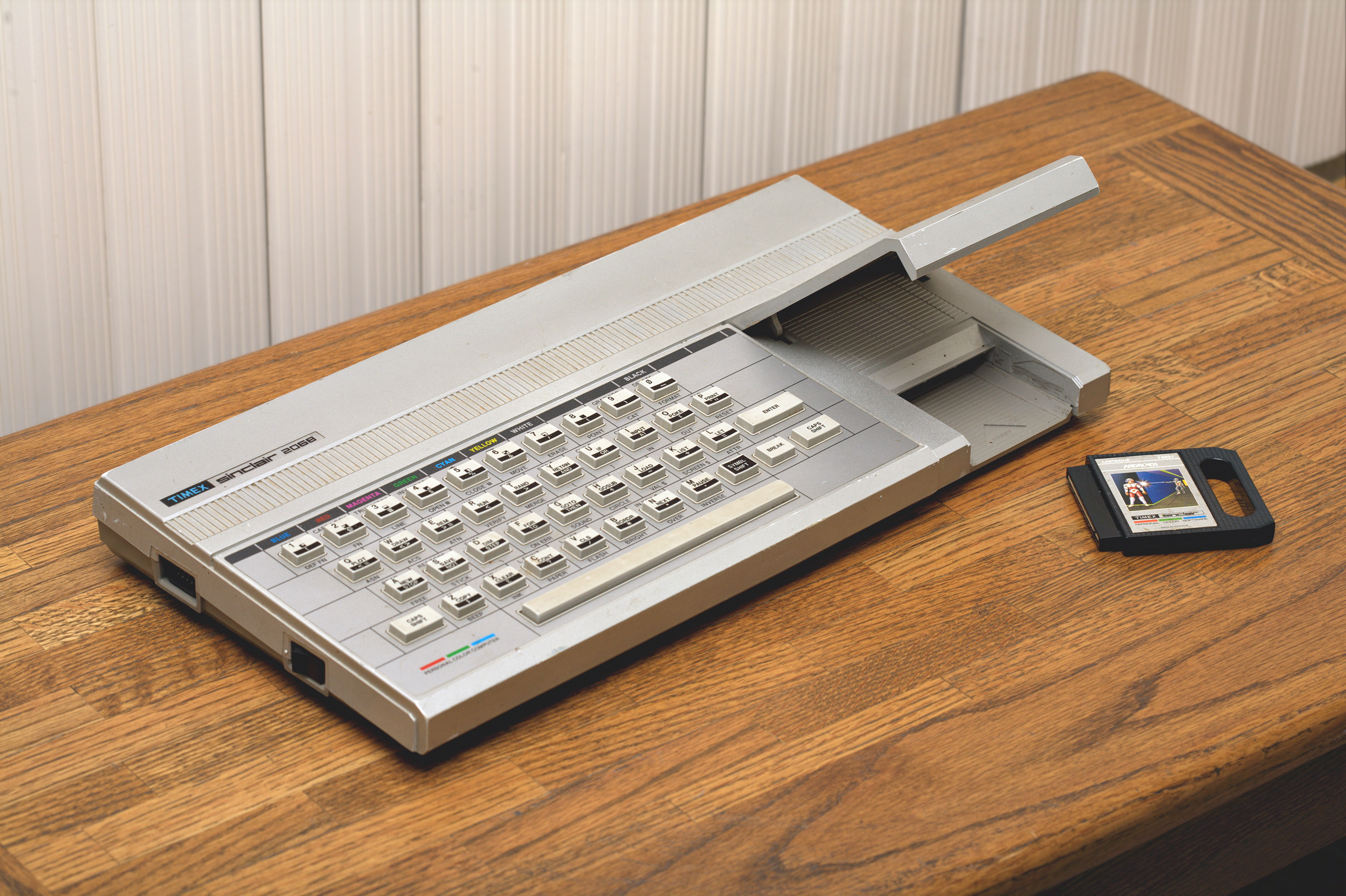
ROMカートリッジポートを開いた TS 2068 とカートリッジ

Timex Sinclair 2068 (TS2068) は、アメリカ合衆国でタイメックス・シンクレアが1983年11月に発売した同社4台目のホームコンピュータ。ポルトガルおよびポーランドでは Timex Computer 2068 (TC2068) として販売された。
ポーランドでは若干変更を加えたマシンが Unipolbrit Komputer 2086 (UK2086) として販売された。

## 技術仕様
TS2068は ZX Spectrum をベースにしており、ZX81ベースのTS1000とTS1500、Spectrumベースの TC2048 に引き続いて発売された。
TS2048が40Kメモリのマシンとして発表されたように（16K RAM + 24K ROM）、2068は72Kマシン（48K RAM + 24K ROM）として発表された。
TS2068は元となったイギリスのマシンにかなりの改良を加えている。デザインはシンクレアのクローンとして初めて大幅に改良されており、次のような新機能を備えていた。
- サウンドチップ AY-3-8912 を採用。これはシンクレアも ZX Spectrum+ 128K で採用した（ただしI/Oポートのマッピングが異なるので互換性はない）。
- ジョイスティックポート×2
- チクレットキーボードのキートップをゴム製からプラスチック製に改善
- キーボードの右にROMカートリッジポートを装備
- ULAを改良し、次のグラフィックスモードが可能となった。
  - 256×192ピクセル、15色（8×8ピクセルの範囲内は2色まで） - ZX Spectrum と同じ表示モード
  - 256×192ピクセル、15色（8×1ピクセルの範囲内は2色まで） - 拡張カラーモード
  - 512×192ピクセル、モノクロモード

Sinclair BASIC には新たなキーワードが追加されており（STICK, SOUND, ON ERR, FREE, DELETE, RESET）、ハードウェアの新機能とROMカートリッジも含めたメモリのバンク切り換えに対応している。
その結果 ZX Spectrum とは非互換となり、ほとんどの Spectrum 用ソフトウェアが使えなくなった。そのまま動作したのは10%未満だった。これに対処するため、多くのユーザーが Spectrum の ROM からROMカートリッジを作って Spectrum のエミュレーションを行った。それによって Spectrum 用ソフトウェアの大部分が動作するようになったという。後にタイメックス（ポルトガル）は自動ブートするSpectrumエミュレータ・カートリッジを生産している。ただしこれはTC2068用で、カートリッジポートの形状が若干異なるTS2068では使えなかった。
タイメックスはコンピュータ部門を1984年に廃止したが、ポルトガルのタイメックスはコンピュータ部門を存続させ、Timex Computer 2068 を販売。ポーランドでは Unipolbrit Komputer 2086 として1989年まで販売した。ポルトガル製のTC2068はポーランドでも販売され、UK2086のみがポーランドで生産された。TC2068には2つのバージョンがある。銀色のTC2068には ZX Spectrum エミュレータ・カートリッジが同梱されており、黒のTC2068にはTimeWordというワープロソフトのROMカートリッジとプリンター接続用のRS232インタフェースが同梱されていた。黒のTC2068にはTimeWordのコマンドが印刷されたキーボード用テンプレートが付属しているが、このテンプレートはなぜか銀色だった。
TS2068の主な改良点は、Spectrumが批判されていた点（グラフィックス、サウンド、キーボード、ROMカートリッジとジョイスティックポートがないこと）を改善したものだったが、Spectrum 本家の後継機にはほとんど採用されなかった。ZX Spectrum+ (1984) ではキーボードのみ変更された。ZX Spectrum+ 128K（1985年5月に発表されたが、イギリスでの発売は1986年2月）でもグラフィックス機能は拡張されなかった。しかし、TS2068はイギリスでのように従来機種との互換性を考慮する必要がなかった。

## TS2068、TC2068、UK2086 の違い
TS2068は ZX Spectrum と非互換になったため、ポルトガルのタイメックスは TC2068 に以下のような変更を加えた。
- バスバッファを ZX Spectrum のように抵抗器に置き換えた。
- I/Oコネクタの形状を ZX Spectrum 互換になるよう変更した。
- ROMカートリッジスロットの形状を変更し、大きなカートリッジを使用可能にした。ZX Spectrum エミュレータ・カートリッジと TimeWord のカートリッジは細工しないとTS2068には挿入できない。
- 電源電圧を15Vから9Vに変更。

UniPolbrit は Komputer 2086 を設計する際に TC2068 から以下の点を変更した。
- ROM内容の修正
- ジョイスティックポートをパラレルプリンターポートに置換

## ソフトウェア
タイメックス・シンクレアはTS2068発売時に7つのカートリッジと37のカセットテープのソフトウェアを同時発売した（一部タイトルはカートリッジとテープの両方の形態で発売されている）。ユーティリティ、家計簿、教育、ゲームなど様々なソフトウェアを取り揃えている。さらに4つのカートリッジと22のテープのソフトウェアが計画されていたが、リリースされることはなかった。
ポルトガルではさらにいくつかのカートリッジが発売され（ZX Spectrum エミュレータとTimeWordはTC2068に同梱された）、テープやフロッピーディスクの形態でもいくつかのソフトウェアが発売されている。例えば Tasword というワープロソフトはフロッピーの形でポルトガルのタイメックスが発売した。